# 公共领域的结构转型
《公共领域的结构转型——论资产阶级社会的类型》（德語：Strukturwandel der Öffentlichkeit. Untersuchungen zu einer Kategorie der bürgerlichen Gesellschaft）是德国哲学家尤尔根·哈贝马斯于1962年出版的首部重要著作。本书阐发自他的教授职称评定论文，由政治学家沃尔夫冈·阿本德罗特审阅。1989年，本书由托马斯·伯格和弗雷德里克·劳伦斯译介到英文学术界，引起了巨大反响，为哈贝马斯赢得了世界性声誉。

## 主要内容
公共领域的概念可以追溯到古希腊时期。当时，城邦公民通过各种形式紧密参与政治，城邦的利益就是公民利益的体现，“公共”和“私人”之间的界限因而不甚分明。随着社会的演进，“公”、“私”之间出现了分野。
根据哈贝马斯的理论，公共领域指就是指“政治权力之外，作为民主政治基本条件的公民自由讨论公共事务、参与政治的活动空间”。通俗讲，它是一个介于国家和社会之间的公共空间，公民们可以在这个空间中自由发表言论，而不受国家的干涉。哈贝马斯强调，在这个空间内，公民间的交往是以阅读为中介、以交流为中心、以公共事务为话题的“公共交往”。“他们既不像商人和专业人士那样处理私人事务，也不像某个合法的社会阶层的成员那样服从国家官僚机构的法律限制。”在理想的民主政治下，国家在法律制约下只能承担公共领域的担保人角色，而不能干预。 
在本书中，哈贝马斯主要论述兴起于十八和十九世纪早期的资产阶级社会的公共领域的发展与衰落。哈贝马斯认为，资本主义社会自诞生后经历了两次社会结构的转型：第一次是由封建君主专制转向资产阶级自由的公共空间；第二次是由资产阶级的自由公共空间转向现代大众社会下的福利国家。

### 公共空间的第一次转型
第一次转型主要发生于英国、法国、美国和德国，由十七晚期世纪的英国肇始，经历了约一百五十年的过程，自十九世纪早期方告完成（德国最晚）。在这期间，封建社会解体，资本主义社会逐渐形成。哈贝马斯通过综合考察政治、社会、文化和哲学的发展，分析它们间的互动关系，试图对此现象做出合理解释。在封建社会，由于封建领主掌握政治权力和土地资源，社会的多数成员以农奴身份依附于领主，使得国家与社会之间、公共与私人之间界限模糊。专制君主通过高度象征性的方式，通过一系列规定了何为“高贵”的繁文缛节，代表社会对文化、政治等领域实行统治。此时的公共领域是“代表型公共领域”（representative public sphere）。
随着前工业资本主义的兴起，封建君主专制被资产阶级的以宪法保障的自由秩序取代。新秩序区分了代表公共的社会与进行政治统治的国家，并划定了公共生活和私人生活的界限。一个介于贵族社会和市民阶级知识分子之间的“有教养的中间阶层”开始形成。公共领域承担了市民社会从重商主义乃至专制主义控制之下获得政治解放的语境当中的一切政治功能，它用公共性原则来反对现有权威。在公共空间内，资产阶级可以对政治进行理性的讨论和辩论，以形成代表社会的公共意见，要求国家做出反应。在这个时期，资本主义知识分子通过沙龙等形式，从讨论学术、艺术，转向讨论社会和政治议题，此过程中学习如何批判性地反映自身及社会，成为此次转型的先锋队。与之相随的是早期资本主义的发展，以及自由主义政治哲学的构建。霍布斯、洛克、孟德斯鸠、卢梭和康德是这一时期知识分子的代表。这种以自由竞争为代表的自由主义，从十八世纪晚期持续到大工业资本主义开始兴起的十九世纪中期。

### 公共空间的第二次转型
1830年起到19世纪中期，随着大工业的逐步兴起，资本主义社会经济加速发展。与之对应，一个涵盖社会、文化、政治和哲学的新格局开始形成。黑格尔对康德自由哲学的批判，预示了资产阶级自由公共领域向现代福利国家主导下的大众社会的转型。马克思深入批判了自由立宪秩序的内在矛盾，并构建了新的政治哲学体系，与自由主义针锋相对（另一方面，约翰·斯图尔特·密尔和托克维尔的政治哲学，做为古典自由主义的修正形式，对公共领域采取了一种模棱两可的态度。哈贝马斯将这种修正看做资本主义内在矛盾的典型体现）。与之相应，资本主义随着工业化的进行，发展为更加成熟而高级的形态。
进入二十世纪，在经历了一系列重大的经济社会变革后，大众消费者成为了资本主义社会的主要成员。哈贝马斯认为，这是一个更为宏观的辩证运动的组成部分：自由公共领域的消解，避免了自由立宪体系的整体消亡。根据法兰克福学派的批判理论（尽管狄奥多·阿多诺是哈贝马斯的导师，但麦克斯·霍克海默的教导令哈氏避免了社会研究所的习气），哈氏强调商业化和消费化对公共领域的毒害作用，表现为大众传媒的兴起，“公共关系学”的繁荣，以及大行其道的消费主义等。他也指出了大型政党在代议制的行为方式，对公共事务的理性批评造成的潜在影响。

## 出版与译介
本书在德国和其他国家重版多次，并在译介到英语学界后对政治学、媒体研究、修辞学等领域产生了重大影响。它也广泛地被研究哲学史和思想史的历史学家推崇。哈贝马斯凭借本书而跻身20世纪最重要哲学家之列。1980年代中期，哈贝马斯的思想被译介到中国大陆学术圈。1999年1月，上海学林出版社正式发行了由曹卫东翻译的中文版。

### 书名翻译
本书原名为Strukturwandel der Oeffentlichkeit。对于"Oeffentlichkeit"一词，在汉语学界有「公共领域」、「公共论域」、「公共空间」等不同译法。根据曹卫东的理解，这个词涉及到两个不同的层面，即社会层面和思想层面。从思想层面看，"Oeffentlichkeit"指的是个体和共同体（包括社会和国家）的一种特殊观念，是一种韦伯式的理想范型，兼有批判的功能和操纵的功能；就社会层面而言，"Oeffentlichkeit"指的是一个话语空间，它介于国家和社会之间，充当二者的调节器和修正仪。思想层面上的"Oeffentlichkeit"可以翻译成“公共性”，而社会层面上的"Oeffentlichkeit"则应当翻译为“公共领域”。

## 批判
自出版伊始，《公共领域的结构转型》一书中的“公共领域”概念就遭到了女权主义者和后殖民主义者等后现代主义的批评。哈氏认为，"stood or fell with the principle of universal access. A public sphere from which groups were eo ipso excluded was less than merely incomplete; it was not a public sphere at all." 但在实际中，只有接受过良好教育并握有资产的人，才能进入资产阶级公共领域。这样，社会的多数成员被排除在了公共领域之外。哈氏的“公共领域”因而陷入了自我矛盾的困境。由于哈贝马斯过分注重对资产阶级公共领域的研究，而忽略了对平民公共领域的关注，因此，不少学者对其理论的普遍性和代表性产生怀疑。约翰·汤伯森曾经指出，哈贝马斯这种“厚此薄彼”的视野，仅把无产阶级的大众交往看作政治宣传和组织渠道，实际上把资产阶级的利益等同于公共领域的共有利益。
从某种意义而言，哈氏的公共领域在现实中从未存在。它曾经排除过穷人、女性、奴隶、移民、罪犯等弱势人群，在今天，它则拒斥动物的权利。因此，公共领域只是一种理想化的概念。尽管自康德以来，我们的观念已几经变迁，但今天，在哈贝马斯眼中，现代化仍是一个尚未完成的过程。